# Du gehörst mir (1959)
Du gehörst mir ist ein 1958 hergestelltes, deutsches Filmmelodram von Wilm ten Haaf mit Barbara Rütting und Peter van Eyck in den Hauptrollen.

## Handlung
Monika Braun und ihr Ehemann Dieter besitzen ihren eigenen Pferde-Trabrennstall. Nach außen hin hat es den Anschein, als wären sie miteinander glücklich. Beider Beziehung wird einer großen Prüfung unterzogen, als Monika ihren alten Jugendfreund Alexander, einen graumelierten Herrn von Welt, wiedertrifft. Der Trabrennsportler weiß um seine Wirkung beim weiblichen Geschlecht und vor allem um seine Wirkung bei Monika, die Alexander, in den sie einst verliebt gewesen war, nie wirklich vergessen konnte. Jetzt, wo der passionierte Reiter wieder in ihr Leben getreten ist, muss Monika sich eingestehen, dass sie noch immer von ihm fasziniert ist. Doch Alexander steht nicht der Sinn nach Romanze, er will Monika für einen geplanten Wettbetrug im großen Stil missbrauchen ... 
Geschickt macht er Monika den Hof. Die etwas naive junge Frau nimmt alles für bare Münze und lässt sich schließlich auf eine Affäre mit dem attraktiven Mann ein. Durch ihre ungewollte Mithilfe kommt es zu einem Wettbetrug, der Alexander viel Geld einbringt. Kaum zu neuem Reichtum gekommen, will sich der Herzensbrecher aus Monikas Umfeld wieder absetzen. Doch er hat seine Rechnung ohne Dieter gemacht, denn seit einiger Zeit hatte Monikas Ehemann Alexander beobachtet. Jetzt stellt er den Betrüger zur Rede. Dabei kommt es zu einer handfesten Auseinandersetzung bei der Dieter Alexander niederschlägt. Wenig später wird Alexander erwürgt aufgefunden, und das Geld ist verschwunden. Sofort gerät Dieter in den Verdacht, der Täter zu sein. Da ihn das ganze Umfeld für einen Raubmörder hält, versucht Dieter verzweifelt, seine Unschuld zu beweisen. Es ist schließlich Monika, die den Mörder zufälligerweise sah und von ihm ein Phantombild anfertigen ließ, das die Polizei auf die richtige Spur bringt …

## Produktionsnotizen
Du gehörst mir entstand in der zweiten Jahreshälfte 1958 und wurde am 27. Januar 1959 in Hannover uraufgeführt. Ludwig Spitaler übernahm die Produktionsleitung. Peter Scharff gestaltete die Filmbauten. Otto Reinwald war Aufnahmeleiter.
Der im Film vorkommende Ehebruch erschien dem Hauptausschuss der FSK als für Jugendliche nicht tragbar. Die Prüfer gaben den Film daher einstimmig erst ab 18 Jahren frei.

## Kritik
Im Lexikon des Internationalen Films urteilte: „Die Groschenheftgeschichte ist zum bedeutungsschweren Schicksalsdrama aufgebläht.“
Auf kino.de heißt es: “Durchschnittliche Krimi-Kolportage mit guten Schauspielern.”